# Route des Villages blancs

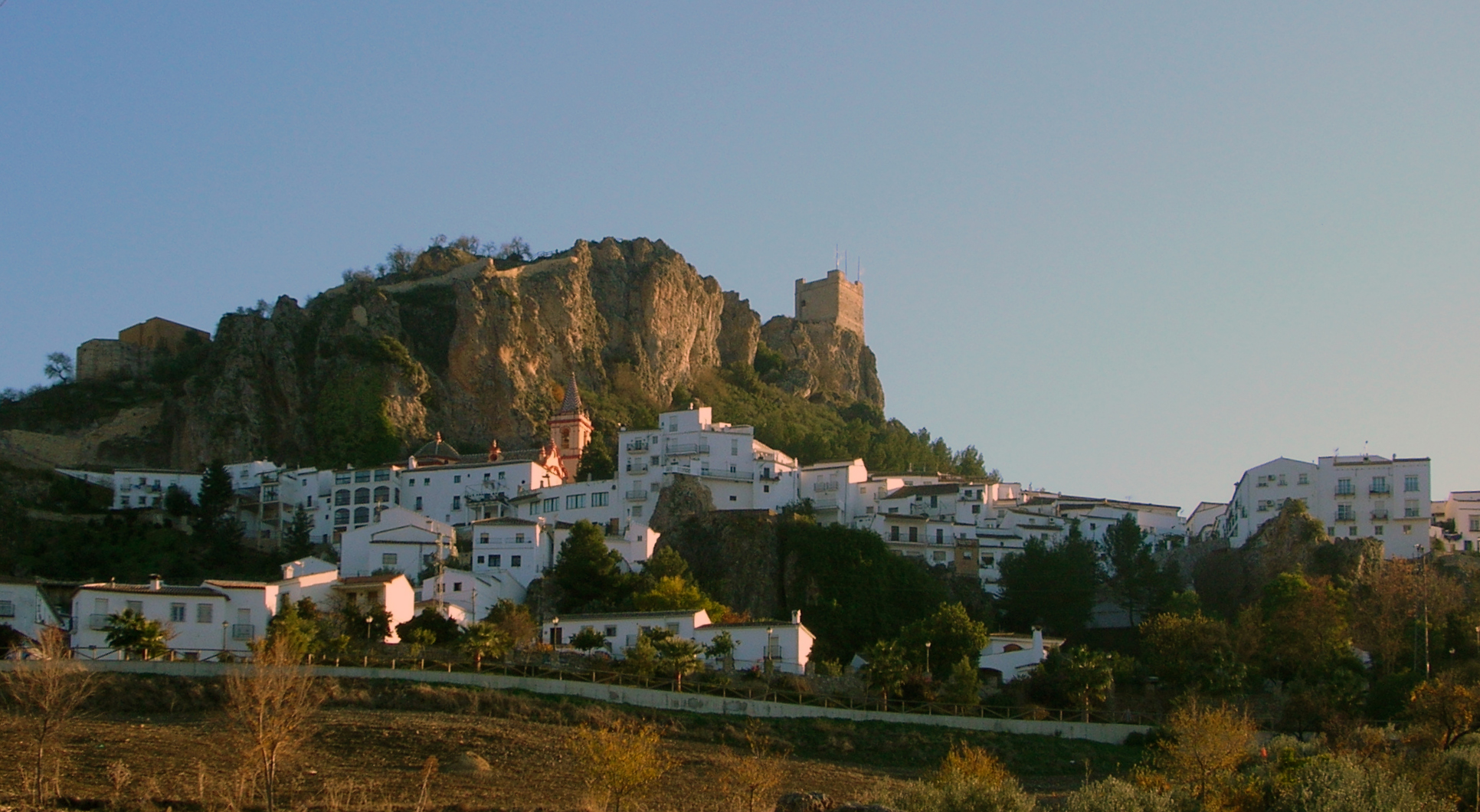
Zahara de la Sierra

La Route des Villages blancs est une route touristique d'Andalousie (Espagne).
Elle parcourt de nombreuses communes de la province de Cadix (notamment de la comarque de la Sierra de Cadix) situées autour d'El Torreón, sommet de 1 654 mètres, dans une région de sierras couverte, selon l'endroit et l'altitude, de vergers d'oliviers, de champs de blé et de tournesols, de chênes ou de sapins d'Andalousie.
Les villages que la route croise, situés à flanc de montagne, au bord de falaises abruptes ou au contraire au fond d'une vallée, ont souvent eu de ce fait, historiquement, une position stratégique importante. Cette position privilégiée et la blancheur de leurs maisons peintes à la chaux (qui a valu son nom à la route) sont pour beaucoup dans la renommée de la région.

## Liste des villages de la route

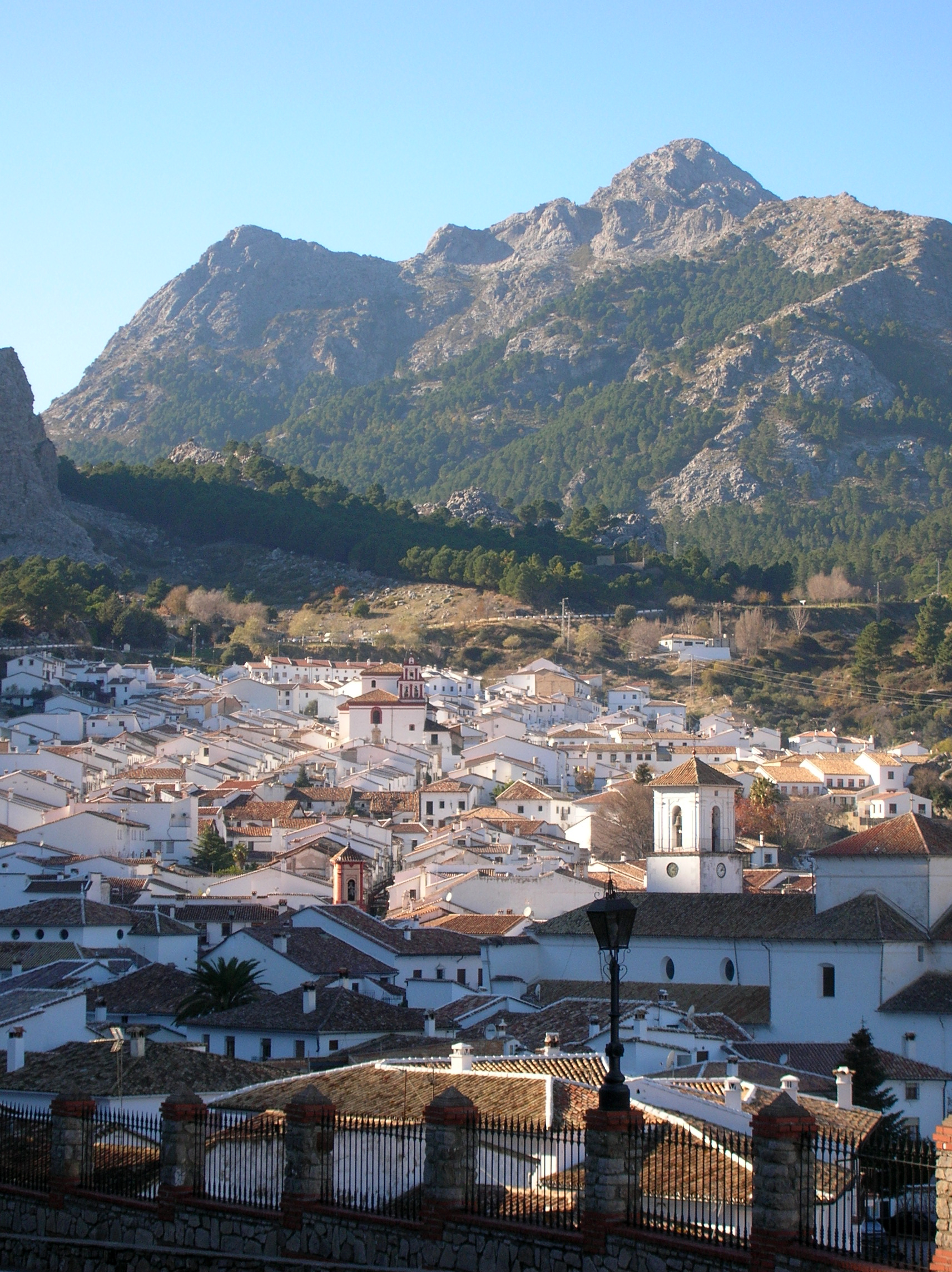
Grazalema

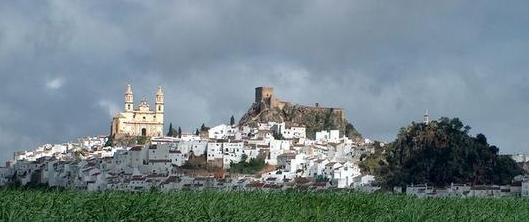
Olvera

- Alcalá de los Gazules
- Algar
- Algodonales
- Arcos de la Frontera
- Benaocaz
- Bornos
- El Bosque
- Espera
- El Gastor
- Grazalema
- Olvera
- Prado del Rey
- Puerto Serrano
- Setenil de las Bodegas
- Torre Alháquime
- Ubrique
- Villaluenga del Rosario
- Villamartín
- Zahara de la Sierra

## Sources

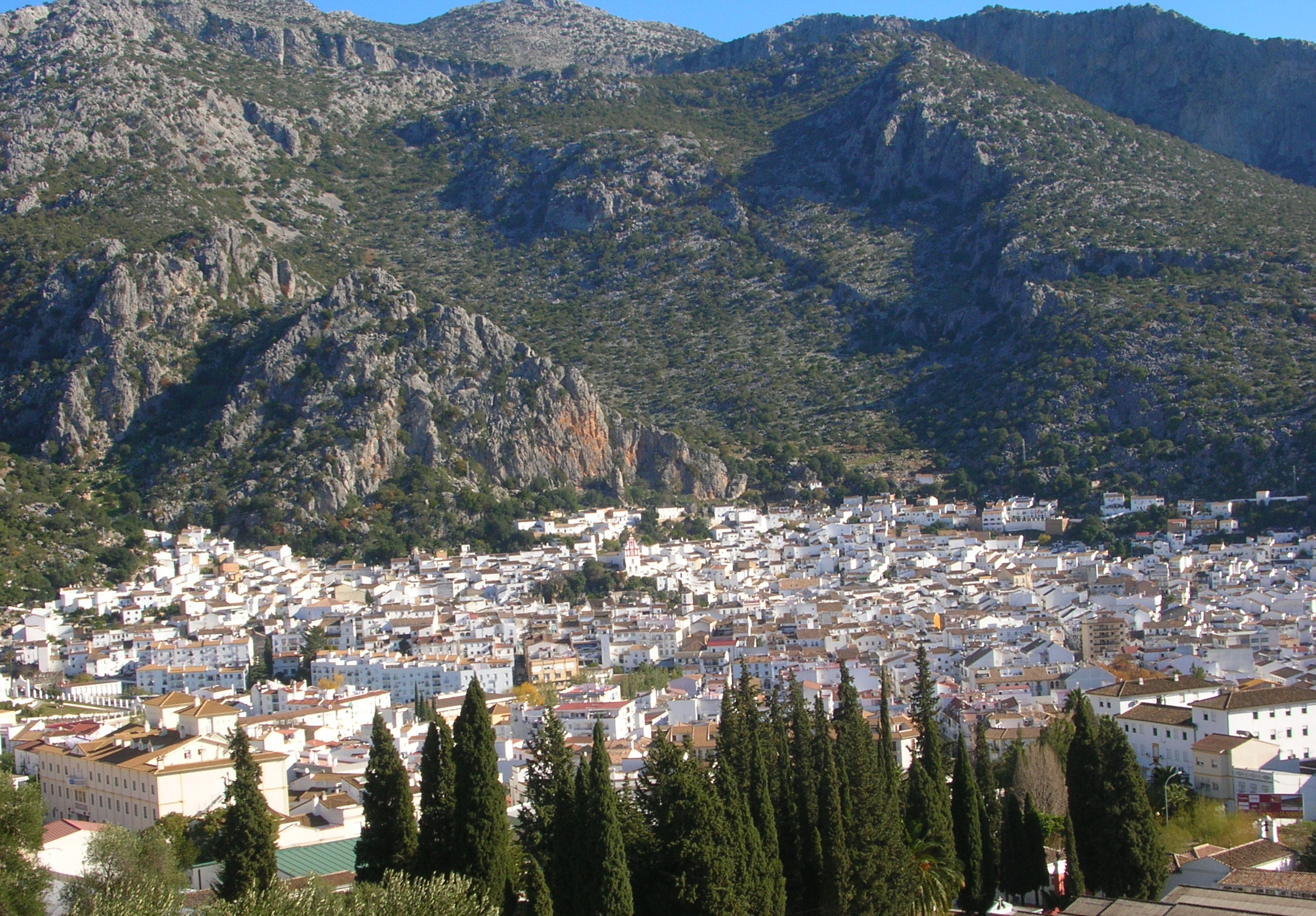
Ubrique

- (es) Cet article est partiellement ou en totalité issu de l’article de Wikipédia en espagnol intitulé « Ruta de los pueblos blancos » (voir la liste des auteurs).